# Scalmogomphus guizhouensis
Scalmogomphus guizhouensis är en trollsländeart som beskrevs av Zhou och Li 2000. Scalmogomphus guizhouensis ingår i släktet Scalmogomphus och familjen flodtrollsländor. IUCN kategoriserar arten globalt som otillräckligt studerad. Inga underarter finns listade i Catalogue of Life.